# Casa Lewis H. Latimer
La Casa Lewis H. Latimer, también llamada Casa Latimer o Casa Lewis Latimer, es una casa histórica ubicada en 34-41 137th Street en Flushing, Queens, Nueva York (Estados Unidos). Fue construido en estilo Reina Ana entre 1887 y 1889 por la familia Sexton. Sirvió como hogar del inventor afroamericano Lewis Howard Latimer desde 1903 hasta 1928, y ahora funciona como un museo dedicado al trabajo del inventor. Además, esta casa-museo también iluminó la vida y los logros de otros científicos negros. La casa siguió siendo propiedad de la familia Latimer hasta 1963. Actualmente, Casa Lewis H. Latimer es propiedad del Departamento de Parques y Recreación de la Ciudad de Nueva York, operada por Lewis H. Latimer Fund, Inc., y es miembro de Historic House Trust .

## Historia
La casa, comprada por Latimer en 1902, estaba en un vecindario predominantemente blanco en Flushing, Queens. Lewis Latimer buscó trabajar junto con miembros de esta comunidad para establecer un capítulo local de la Iglesia Unitaria como parte de su creencia en la integración racial. Había una serie de dibujos, fechados antes de 1885, en los que reclamó su crédito como "inventor", que se encuentran dentro de su casa de Queens.
Esta casa era una casa de madera de dos pisos y medio. Se decía que la casa en sí, antes de que Latimer la comprara, tenía 100 años. Se hicieron dos modificaciones importantes a la casa cuando Latimer era dueño de la estructura. Se agregó un estudio de un piso en la esquina sureste de la casa y, en 1912, se amplió el ático con buhardillas . Después de la muerte de Latimer, se realizaron cambios estructurales en la casa, como el cerramiento del porche delantero. Cuando la casa se mudó más tarde, el estudio se descartó porque no se sabía que fuera el estudio de Latimer.
Latimer, quien supervisó la instalación del primer sistema de iluminación eléctrica en la ciudad, fue homenajeado en su casa de Flushing por el concejal de la ciudad Morton Povman, un demócrata que representa a Queens. En febrero de 1986, Povman, en honor al inventor, presentó una proclamación del Ayuntamiento a la nieta de Latimer, Winifred Norman, en la que afirmaba: "No hay muchas personas que hayan logrado tanto en tantos campos". El artista Tom Lloyd declaró: "Hay muy pocas casas relacionadas con personas negras designadas como puntos de referencia en la ciudad y el estado de Nueva York".

## Preservación
Originalmente ubicada en Holly Avenue, Latimer House fue movida a su sitio actual en Leavitt Field en 1988 cuando estaba amenazada de demolición. El Comité para Salvar la Casa Latimer lanzó una campaña para preservarla. Dos de sus miembros eran los nietos de Latimer, Gerald Latimer Norman y Winifred Latimer Norman . Tom Lloyd, con la ayuda de la Sociedad Histórica de Queens, formó el Comité para Salvar la Casa Latimer, con ellos como copresidentes; esto se hizo en respuesta a la inminente destrucción de la casa, informó William Asadorian, bibliotecario de la División de Long Island de la Biblioteca Pública del Municipio de Queens. El sitio web oficial de la Fundación General Electric, financiado por General Electric, prometió 25 000 de los 36 000 dólares necesarios para trasladar la casa a su nueva ubicación.
Lewis H. Latimer Fund, Inc. (anteriormente el Comité para Salvar la Casa Latimer) se convirtió en una organización sin fines de lucro en 1990  y ha trabajado para restaurar la casa a su condición desde 1912 hasta 1928, con renovaciones que incluyen la eliminación del porche delantero cerrado, reconstruyendo el estudio de Latimer y restaurando el diseño original del interior.
La Casa Lewis H. Latimer fue designada como un hito de la ciudad por la Comisión de Preservación de Monumentos Históricos de la Ciudad de Nueva York en 1995 después de una audiencia.